# Drosophila melanissima
Drosophila melanissima este o specie de muște din genul Drosophila, familia Drosophilidae, descrisă de Sturtevant în anul 1916. Conform Catalogue of Life specia Drosophila melanissima nu are subspecii cunoscute.